# تيار دوامي (كهرطيسية)
التيار الإعصاري أو التيار الدوامي أو تيار إدي (بالإنجليزية: Eddy current)‏ أو تيار فوكو (بالفرنسية: Courant de Foucault)‏ ينشأ عن تغير التدفق المغناطيسي الذي يخترق جسيما موصلا. فعندما يتغير التدفق داخل موصل يتولد جهد وتيار وكذلك يتولد تيار دوامي. وبما أن الحديد يقوم المجال المغناطيسي المطبق فإن التيار الدوامي يكون ذا عامل سلبي فهو يقوم بإنتاج الحرارة كما يقوم بخفض الكفاءة لكن يمكن تقليص تأثيرها عن طريق استعمال ألواح حديدية رقيقة مطلية بمادة عازلة بدلا من الموصلات الصلبة الكبيرة. وهكذا تتولى مقاومية المواد العازلة زيادة مقاومة الحديد فينخفض التيار الدوامي ويقل فقد القدرة الكهربية الذي تسببه.